# Chiesa di Santa Caterina d'Alessandria (Montisi)
La chiesa di Santa Caterina d'Alessandria, anche detta di Santa Caterina delle Ruote, è un luogo di culto cattolico che sorge all'ingresso del centro storico di Montisi, frazione di Montalcino.

## Nota storica
La cappella fu costruita per volere dello Spedale di Santa Maria della Scala in un pezzo di terreno dinnanzi alla Grancia di Montisi. Quando la suddetta fu venduta a Giacomo Mannucci, anche la chiesa diventò proprietà dei Mannucci, divenendo una cappella gentilizia. Stando ad alcuni documenti il pievano di Montisi doveva celebrare nella cappelletta la Messa domenicale e quella nel giorno della festa di Santa Caterina d'Alessandria. La chiesetta, da poco restaurata, non è visitabile poiché è di proprietà privata.

## Descrizione
La chiesa di Santa Caterina d'Alessandria è una piccola costruzione a pianta rettangolare con il paramento murario esterno a mattoni. Sulla facciata, ai due lati della porta, ci sono due finestrelle che danno luce all'interno. Quest'ultimo, a navata unica, ha la copertura a capriate ed ha un piccolo altare addossato alla parete di fondo.